# Гэндзи Шимада
Гэндзи Шимада (яп. シマダ・ゲンジ Симада Гэндзи) — игровой персонаж многопользовательской игры Overwatch 2016 году и её продолжения Overwatch 2 2022 года, разработанных компанией Blizzard Entertainment.
Гэндзи был младшим сыном главы клана ниндзя Шимада. В предыстории Гэндзи жил роскошной жизнью, но его высокомерие привело к конфликту с его старшим братом Хандзо, который, в итоге, чуть не убил его, однако, благодаря Overwatch, Гэндзи удалось выжить, потеряв при этом обе ноги и правую руку, которые были заменены на механические протезы. В игре Гэндзи был представлен как персонаж с высоким уровнем сложности. Он продвинутый ниндзя-киборг, который использует сюрикэны для атаки, короткий клинок-танто для отражения чужих снарядов и быстрого удара сквозь врагов, а также катану, которой он рассекает своих врагов в ближнем бою во время своей ультимативной способности «Клинок дракона».
История и способности Гэндзи были положительно встречены критиками и игроками.

## Разработка

Хандзо и его брат Гэндзи, изначально задуманные как один персонаж.

Первоначально Гэндзи и его брат Хандзо были задуманы как один персонаж по имени Хандзо, но Blizzard посчитала его набор умений (стрельба из лука, броски сюрикэнами и атака катаной) слишком сложным в плане механики, поэтому его разделили на двух персонажей. Хандзо сохранил имя оригинального персонажа и его общую эстетику. В бета-тестировании Гэндзи был описан как самый мобильный персонаж в игре с уникальными способностями, позволяющие совершать двойные прыжки и карабкаться по стенам. По признанию одного из авторов игры, Джеффа Каплана, Гэндзи не является его любимым персонажем и он отдаёт своё предпочтение второму брату Шимада — Хандзо.
История и отношения между двумя братьями были вдохновлены фильмом «Мечты Дзиро о суши», в котором старшему брату пришлось унаследовать ресторан и продолжить дело отца, то время как у младшего брата было больше свободы. В оригинале Гэндзи озвучивает Гаку Спэйс, в русской версии — Александр Цой.

## Геймплей
Гэндзи относится к классу «урон». Его основная атака — бросок тремя сюрикэнами, которые он способен кидать в ряд, или веером. С способностью вакидзаси, короткого клинка, он способен отразить любые снаряды, включая суперспособности, и отправить их обратно к противнику. Его вторая способность, «Молниеносный удар», заставляет Гэндзи устремиться вперёд, пронзая всех противников, стоящих на его пути. Если Гэндзи удаётся убить врага с помощью этой способности, её перезарядка сбрасывается. Суперспособность Гэндзи — «Клинок дракона», с помощью которого за ограниченное время можно наносить удары по любым целям в пределах досягаемости. Как и его брат Хандзо, Гэндзи обладает пассивной способностью под названием «Киберловкость», позволяющая Гэндзи карабкаться по стенам.

## Появления

### Overwatch
Согласно биографии игры, Гэндзи 37 лет. Он родом из семьи Шимада — клана убийц. Будучи младшим братом, Гэндзи был высокомерен и мало интересовался незаконным бизнесом своей семьи. Многие члены клана считали, что его беззаботный образ жизни не сулит ничего хорошего и может обернуться бедой, и потому их возмущало чрезмерное внимание и опека, которые отец Гэндзи проявлял по отношению к сыну. После внезапной гибели главы клана старейшины потребовали от Хандзо, чтобы Гэндзи принял большее участие в судьбе криминальной империи их отца. Гэндзи отказался, чем навлёк на себя гнев своего брата. Страсти достигли такого накала, что братья бросились друг на друга с оружием. В результате Гэндзи едва не скончался от тяжёлых ран, которые нанёс ему Хандзо — сам он решил, что убил собственного брата и, потрясённый содеянным, навсегда отрёкся от собственного клана. Гэндзи цеплялся за жизнь и, благодаря действиям Overwatch и вмешательству доктора Ангелы Циглер, Гэндзи удалось спасти. Новое кибер-тело сделало его ещё быстрее и улучшило его навыки ниндзя. Превращённый в живое оружие, Гэндзи бросил все свои силы на уничтожение криминальной империи, которая принадлежала его семье.

### Heroes of the Storm
Гэндзи был добавлен в игру в апреле 2017 года. Heroes of the Storm — это многопользовательская онлайн-игра от Blizzard. Способности героя почти идентичны его способностям в Overwatch. Они включают в себя: «Киберловкость», «Сюрикэны», «Отражение атак», «Солниеносный удар» и «Клинок дракона». Единственным существенным отличием является дополнительная способность «Перекрёстный удар», во время которой Гэндзи совершает два рассекающих удара. Через короткий промежуток времени в месте этих ударов происходит взрыв, наносящий урон противникам в области поражения. По мнению критиков, игра по-новому раскрыла характер персонажа, показав присущее ему неожиданное чувство юмора и помогла больше узнать о его прошлом.

### Другие появления

#### Анимационные фильмы
В мае 2016 года Гэндзи впервые появился в анимационном короткометражном фильме «Два Дракона». Позднее он появлялся в неканоническом кинематографическом трейлере Heroes of the Storm 2.0 — «Поединок в Ханамуре». Также Гэндзи был представлен в короткометражном анимационном фильме «Точка отчёта», который стал анонсом игры Overwatch 2.